# Osgiliath
Osgiliath – miasto ze stworzonej przez J.R.R. Tolkiena mitologii Śródziemia.
Początkowo było głównym ośrodkiem państwa ludzi w III Erze, Gondoru, jednego z najpotężniejszych w III Erze. Stopniowy upadek znaczenia i popadanie w ruinę Osgiliath jest odbiciem słabnięcia tego królestwa.
O mieście wspominają bohaterowie Władcy Pierścieni. Informacje na temat jego historii można znaleźć w Dodatkach do trzeciego tomu powieści oraz w Silmarillionie. Osgiliath jest zaznaczone i podpisane na mapach Śródziemia dołączonych do Władcy Pierścieni.
- W angielskim oryginale – Osgiliath
- Przekład Marii Skibniewskiej – Osgiliath
- Przekład Jerzego Łozińskiego – Osgiliat
- Przekład Marii i Cezarego Frąców – Osgiliath

## Osgiliath

### Stolica Gondoru
Osgiliath było pierwszą stolicą Gondoru. Miasto obejmowało obszar na obu brzegach rzeki Anduiny, w połowie drogi między Minas Anor a Minas Ithil. Zostało założone przez Isildura i Anáriona, synów Elendila, w 3320 roku Drugiej Ery.
Od początku była to największe i najwspanialsze miasto Południowego Królestwa. Ważnymi budowlami w jego obrębie był Dom Króla i Gwiaździsta Kopuła, gdzie przechowywano Kryształ Osgiliath, najważniejszy z palantírów Gondoru. Nad rzeką, przepływającą przez środek Osgiliath, wzniesiono liczne mosty, a do miejskich nabrzeży mogły przybijać statki.
W 3429 roku Drugiej Ery Anárionowi udało się obronić Osgiliath przed atakiem wojsk Saurona. Przez następne stulecia miasto rozwijało się i rozkwitało. Jego zmierzch zapoczątkowała Waśń Rodzinna, wojna domowa, podczas której w Osgiliath przez pięć lat (1432 – 1437 Trzeciej Ery) bronił się prawowity król Eldacar przed buntownikami pod wodzą Castamira. W końcu miasto zostało zdobyte, a w pożarze i walkach zniszczono znaczną jego część, zginęło też wielu mieszkańców. Po powrocie na tron Eldacara niewątpliwie wszelkie szkody zostały naprawione, choć miasto raczej bezpowrotnie straciło część swojego dawnego bogactwa.

### Upadek miasta
Ostatecznym ciosem dla Osgiliath był Wielki Mór z 1636 roku Trzeciej Ery. Zaraza zabiła większość tamtejszej ludności, ci zaś, którzy przeżyli, uciekli do innych prowincji. W tej sytuacji król Tarondor, w 1640 roku, przeniósł siedzibę monarszą do Minas Anor, a Osgiliath zaczęło popadać w ruinę.
W 2475 roku Trzeciej Ery roku dawna stolica została zajęta przez orków z Mordoru, którzy zniszczyli ostatni kamienny most na rzece. Co prawda, po krótkim czasie miasto odbił Boromir, syna namiestnika Denethora I, ale po tych wydarzeniach Osgiliath całkowicie opustoszało i stało się jedyną placówką wojskową, strzegącą Gondoru przed napaścią ze wschodu.
Wschodnia część miasta została zajęta przez wojska Mordoru, być może około 2954 roku, jednak na początku rządów Denethora II żołnierze Gondoru odbili ją i odbudowali most, by móc przerzucać swoje siły na drugi brzeg rzeki. Stan ten utrzymał się do Wojny o Pierścień.

### Wojna o Pierścień i Czwarta Era
W wyniku kolejnych starć, wojska Mordoru wpierw zajęły wschodnią część miasta (20 czerwca 3018 roku), a później zachodnią (12 marca 3019 roku). Podczas oblężenia Minas Tirith Osgiliath było zapleczem armii Saurona i tam zbudowano m.in. wielkie wieże oblężnicze.
W Czwartej Erze miasto być może zostało odbudowane, nie odzyskało jednak dawnej świetności, stolicą państwa pozostało Minas Tirith.

### Nazwa
Miano Osgiliath pochodzi z sindarinu i znaczy w tej mowie Cytadela gwiazd.

## Ekranizacja Petera Jacksona
W ekranizacji powieści w reżyserii Petera Jacksona przedstawiono również dawną stolicę Gondoru. Jednak część scen rozgrywających się tam jest inwencją scenarzystów.

### Wersja kinowa
W Dwóch wieżach do ruin miasta przybywa Faramir wraz ze swoim oddziałem oraz pojmanymi Frodem, Samem i Gollumem. Wezwany do wsparcia załogi Osgiliath w walce z orkami zamierza wysłać hobbitów z Pierścieniem do swego ojca. Sam próbując go powstrzymać, opowiada mu o tym, że Boromir, chciał przejąć klejnot i przez to zginął. W chwilę potem nad miastem pojawia się Nazgûl na skrzydlatej bestii, który omal nie zdobywa Pierścienia. Po tym dramatycznym zdarzeniu Faramir pozwala hobbitom odejść wolno i kontynuować ich misję.
Natomiast w Powrocie króla Osgiliath jest miejscem zaciekłych walk między żołnierzami Faramira a orkami, którzy dokonują szturmu na zrujnowane miasto. Ostatecznie Gondorczycy muszą się wycofać do Minas Tirith, jednak Denethor nakazuje odbić utraconą placówkę Faramirowi. Dochodzi do dramatycznej szarży na pozycje orków, która kończy się śmiercią wszystkich żołnierzy, poza Faramirem.

### Wersja reżyserska
Wersje reżyserskie filmów, wydane na DVD, zawierają też dodatkowe ujęcia w Osgiliath.
Dwie Wieże
- przemowa Boromira do żołnierzy po zwycięstwie nad orkami, następująca po niej rozmowa między braćmi a ojcem dotycząca narady w Rivendell i w końcu wyjazd Boromira do siedziby Elronda;
- Faramir prowadzi hobbitów do tajnego przejścia, dzięki któremu wydostają się poza obręb miasta.

Powrót Króla
- obozowisko gondorskich żołnierzy przed nocnym atakiem orków.